# Angelina Beloff
Angelina Beloff (en ruso: Ангелина Петровна Белова, Angelina Petrovna Belova; San Petersburgo, 23 de junio de 1879-Ciudad de México, 30 de diciembre de 1969) fue una artista rusa, que desarrolló gran parte de su obra en México. Cuenta con una obra importante en el ámbito de la pintura, el grabado y el teatro guiñol.

## Biografía
Angelina Beloff nació en San Petersburgo, Rusia en el seno de una familia de intelectuales. Su padre se llamaba Mijail Beloff y su madre Catherine Camonen, quien era de origen escandinavo; además tenía tres hermanos y una hermana: Mijail, Boris, Nicolás y Catalina. En el año de 1896 acudía a la universidad llamada “Cursos de estudios superiores para mujeres”, donde estudiaba matemáticas y ciencias biológicas con la intención de después estudiar medicina como sugerencia de su padre. En 1898 comenzó por las noches sus estudios artísticos en la Academia del Maestro Braz. Seis años después logró ingresar a la Academia Imperial de las Artes de San Petersburgo, donde aprendió a copiar bajo un modelo clásico naturalezas muertas y, más tarde, con modelo al desnudo.
Tras la muerte de su madre y de su padre, vivió al lado de su hermano y su esposa por dos años, sosteniéndose de un salario que recibía por la administración de una casa y de una pensión del gobierno ruso debido a que su padre había sido magistrado del senado. En 1909 decidió mudarse a París para seguir con su formación artística.
El mismo año que se mudó a París, la artista conoció a Diego Rivera durante una visita al lado de la pintora española María Blanchard a la ciudad de Brujas en Bélgica. Dos años después, en 1911, contrajo nupcias con él, siendo éste su único matrimonio. 3 8 En 1917 nació su hijo, Miguel Ángel Diego, quien falleció de complicaciones pulmonares con tan solo catorce meses de edad.
Debido a la Primera Guerra Mundial, la vida en París no era fácil en cuestión económica y había escasez de muchos artículos de primera necesidad, así como suministros artísticos. Beloff se empleó en distintos trabajos, dejando a un lado su creación artística y apoyando a Rivera. Sin embargo, existe un diario que relata su vida en pareja y en él cuenta cómo intercambiaba ideas con otros artistas y describe proyectos de colaboración.2 3 Entre sus amistades se encontraban, además de la mencionada María Blanchard, Pablo Picasso, Marie Laurencin, Amedeo Modigliani e Ilya Ehrenburg.
En 1921 tras la Revolución Mexicana y por petición de José Vasconcelos, Diego Rivera regresó a México sin la artista porque no tenían dinero para viajar juntos. Más tarde él le pediría el divorcio, aunque le envió una pensión por algún tiempo. 3 4
En 1932 Alfonso Reyes la invitó a México y emprendió su viaje al lado de Palma Guillén y Germán y Lola Cueto, quienes eran familiares de María Blanchard. En este país, la artista formó un círculo social alejado del de Rivera. Ahí trabajó como profesora de dibujo y diseño, al tiempo que se desempeñaba como pintora, grabadora y en arte guiñol. Vivió treinta y siete años en México, donde desempeñó la mayor parte de su carrera artística y fundó una serie de instituciones públicas dedicadas a las artes.5 Falleció en la Ciudad de México el 30 de diciembre de 1969 a los 90 años en la residencia que compartía con su discípula y amiga Vita Castro.9

## Carrera artística
En 1904 ingresó a estudiar arte en la Academia Imperial de las Artes en su ciudad natal y en el año de 1909 decidió mudarse a París para seguir con su formación artística. Eligió Francia porque quería conocer las corrientes de vanguardia en la pintura al igual que otros artistas de la época. En París trabajó en el estudio del pintor Henri Matisse por dos años. Ahí aprendió a hacer grabado sobre metal y madera, logrando cierto reconocimiento por su pintura y dibujo. También investigó la estructura y la organización de los objetos. Además, al mismo tiempo se desempeñó como profesora de arte. Después ingresó a la Academia de Anglada Camarasa, un pintor español.
Tuvo algunas exposiciones en las Tullerías, en el Salón de los Independentes y en otras galerías. Además, retrató a algunos personajes mexicanos famosos que visitaban o vivían en París. En 1913 fue admitida como socia del Salón de Otoño, después de haber expuesto por cinco años consecutivos. Después de su divorcio de Diego Rivera, Beloff mantuvo vínculos artísticos y personales con México, siendo amiga de David Alfaro Siqueiros, Adolfo Best Maugard, Ángel Zárraga, Roberto Montenegro y otros.2 Por ello, fue invitada en 1932 como parte del proyecto de nación que siguió a la Revolución Mexicana.
A su llegada a México comenzó a trabajar como profesora de dibujo y grabado en Escuelas y Talleres de la Secretaría de Educación Pública y más tarde con el Instituto Nacional de Bellas Artes.3 8 Gran parte de su labor docente estaba relacionada con la creación de teatro infantil, en especial marionetas, títeres y escenografía gracias a un programa apoyado por la dicha secretaría.9 Creó una serie de marionetas, como una llamada Pastillita.8 También publicó Muñecos animados, historia, técnica y función educativa del teatro de muñecos en México y en el mundo en 1945.3  Ese año realizó dos murales: uno en el Hospital Infantil titulado Escenas de circo y otro en la casa de la familia González Gallo en Guadalajara, Jalisco, basándose en los cuentos de Miguel N. Lira.
Fue miembro de la Liga de Escritores y Artistas Revolucionarios desde 1934, de la Sociedad Mexicana de Grabadores en 1947, de la Galería Espiral en la década de los treinta, de la Sociedad para el Impulso de las Artes Plásticas en 1948 y del Salón de la Plástica Mexicana en 1949.2 3 Desde principios de la década de 1950, exhibió sus obras en la Sala de Arte de la Secretaría de Educación Pública (la SEP), la Galería de Arte Mexicano, y el Salón de la Plástica Mexicana.
La mayor parte de su obra artística la realizó en México, combinando elementos mexicanos, pero con un estilo académico. Hoy en día su obra se encuentra en colecciones públicas y privadas, como las del Museo de Arte Moderno, la Colección Blaisten, el Museo Nacional de Arte, y el Museo Dolores Olmedo. En este último se encuentra una parte muy importante de su obra que fue adquirida en 1994 por la misma Dolores Olmedo al coleccionista Xavier Girón de la Peña. Todo con excepción del óleo titulado Tepoztlán, es de su época temprana en Francia en los años 1910 y de 1920. Esta colección incluye treinta xilografías originales, encargadas por la Editorial Arthem Fayard, para ilustrar la novela “Ariane, Jeune fille russe” (Ariane, la joven rusa) por Claude Anet: además de acuarelas y punta seca para ilustrar “Build a Fire” de Jack London.5
En los años ochenta se hizo una exposición centrada en sus grabados en el Museo Casa Estudio Diego Rivera y Frida Kahlo.9 Esta consistió de noventa piezas, incluyendo ediciones de los libros que ilustró y que hoy en día son difíciles de conseguir.5 En 2012, hubo una retrospectiva de su trabajo en el Museo Mural Diego Rivera con noventa piezas. Incluso las limitadas ediciones de sus libros, que fueron ilustrados con sus grabados en madera, son prácticamente imposibles de conseguir.
Su obra es prácticamente desconocida en Rusia y en Francia, aunque es reconocida por algunas personas de la academia.

## Estilo artístico
Trabajó con las técnicas del óleo, acuarela, grabado, fotografía, artes gráficas, títeres, gouaches, dibujo creando retratos, paisajes, ilustraciones educativas y otras escenas, escenarios y marionetas. Beloff produjo la mayor parte de su trabajo en México, sobre todo pintura, el grabado, y el teatro de marionetas. Como pintora, su obra principal fue haciendo retratos y acuarelas. Sus grabados, en su mayoría, fueron destinados a ilustrar libros en Europa. Fue una maestra en el dibujo y creó nuevas técnicas de grabado.
Su obra era una fusión de estilos europeos con imágenes y colores mexicanos, siendo sus principales influencias artísticas Matisse, Cézanne, y Picasso. Sus pinturas muestran una mayor influencia de Cézanne, a quien admiraba. Esa destacada influencia se ve en la mayoría de las naturaleza muertas, retratos, y en series de paisajes. Evitó símbolos nacionales mexicanos en su trabajo, prefiriendo para recrear lo cotidiano, un enfoque sobre los detalles. Una obra que muestra esta influencia es: “Avenida Hidalgo vista desde Bellas Artes”, de 1949. Retratos importantes incluyen a: “Retrato de Susana Díaz de León”, de 1948, que es una vista de niña sentada en una silla tratando de alcanzar el piso con los dedos de sus pies. La colección más extensa de Angelina se conservaba en el Museo Dolores Olmedo en Ciudad de México.

## Obras
- El trineo (1920)
- Autorretrato (1940)
- Retrato de Palma Guillén de Nicolau (1940)
- Retrato de Chabela Villaseñor (1943)
- Paisaje de París (1947)
- Retrato de Germán Cueto (1947)
- Retrato de Manuela Reyes Mota (1947)
- Retrato de Susana Díaz de León (1948)
- Avenida Hidalgo vista desde Bellas Artes (1949)
- Frutero con cupido
- Tepoztlán (1949-1950)
- Retrato de niña (1959)
- Maternidad
- Hombre con caballo
- Mujer peinándose

## En la literatura
Se han publicado dos libros sobre su vida. Elena Poniatowska escribió una novela en 1978 basada en la relación de Beloff con Rivera llamada Querido Diego, te abraza Quiela, que fue adaptado para radiodifusión y luego traducida al inglés como “Dear Diego, with Love, Quiela”4 Poniatowska pretendió ser solidaria con Beloff y hacer una crítica social de la sumisión a la autoridad masculina, por lo que se consideró una defensora de la artista.3
Su autobiografía “En sus Memorias” fue publicada por la UNAM en 1986.9 Gracias a la recuperación de este texto es que se conocen más detalles sobre su vida.

## Algunas publicaciones
- angelina Beloff, raquel Tibol. 2000. Memorias. Vol. 15 de DiVersa Series (México D.F.) Colaboró Bertha Taracena. Edición ilustrada de UNAM, 146 pp. ISBN 968-36-8088-7, ISBN 978-968-36-8088-4 en línea

- josé Kuri Breña. 1997. Angelina Beloff, Jose Kuri Breña. N.º 34 de Resumen (México D.F.) Editor Promoción de Arte Mexicano, 24 pp.

- petr pavlovich Ershov, angelina Beloff. 1943. El caballito jorobado. Biblioteca de Chapulín. Secretaría de Educación Pública; 1990, 3ª edición, Biblioteca de Chapulín. Dirección General de Publicaciones, Consejo Nacional para la Cultura y las Artes, 26 pp. ISBN 968-29-2490-1, ISBN 978-968-29-2490-3; 2022, 4ª edición de UNAM-IIB-DGPyFE, 35 pp. ISBN 9786073059862; 2019, 1ª edición en España, Universidad de Castilla-La Mancha, ISBN 9788490443668
- Miguel N. Lira, Angelina Beloff. 1943. Canción para dormir a Pastillita. Biblioteca de Chapulín. Secretaría de Educación Pública; 1990, 2ª edición de Dirección General de Publicaciones, Consejo Nacional para la Cultura y las Artes; 2023, 3ª edición de UNAM-IIB-DGPyFE
- Alejandro Puchkin, Angelina Beloff. 1946. El zar Saltán, el príncipe Güidón y la princesa cisne. Biblioteca de Chapulín. Secretaría de Educación Pública; 1990, 2ª edición de Dirección General de Publicaciones, Consejo Nacional para la Cultura y las Artes; 2014, 3ª edición de Ediciones Ulises; 2024, 4ª edición de UNAM-IIB-DGPyFE

- angelina Beloff, blanca Garduño. 1988. Angelina Beloff: ilustradora y grabadora: catálogo de las exposiciones realizadas en Museo Estudio Diego Rivera, Museo Casa Diego Rivera, Centro de Artes Visuales e Investigaciones Estéticas, Saltillo, Coahuila. Contribuidores Instituto Nacional de Bellas Artes (México), México. Secretaría de Educación Pública, Institut français d'Amerique latine (México), Museo Estudio Diego Rivera (México), Museo Casa Diego Rivera (Guanajuato), Centro de Artes Visuales e Investigaciones Estéticas (Saltillo, Coahuila). Editor INBA, 95 pp.

- 1986. Angelina Beloff, su obra 1879-1969: exhibición: Museo del Palacio de Bellas Artes, abril/mayo. Contribuidores Museo del Palacio de Bellas Artes (México), Instituto Nacional de Bellas Artes (México). Editor SEP, 34 pp.

- Inés Amor. 1967. Angelina Beloff: exposición-homenaje, Instituto Nacional de Bellas Artes [Galerías del Palacio de Bellas Artes, marzo-abril 1967]. Colaboró Instituto Nacional de Bellas Artes (México). Editor El Instituto, 1967

- 1945. Muñecos animados, historia, técnica y función educativa del teatro de muñecos en México y en el mundo. Editor Secretaría de educación pública, 209 pp.

- claude Anet, angelina Beloff. 1932. Ariane: jeune fille russe